# Kenan Hasagić
Kenan Hasagić (Kakanj, 1º febbraio 1980) è un ex calciatore bosniaco, di ruolo portiere, attuale preparatore dei portieri del Tuzla City.

## Palmarès

### Giocatore
- Kup Bosne i Hercegovine: 1

Željeznicar: 2002–03